# Liste der Biografien/Hs
Liste der Biografien |
Portal Biografien |
Personensuche
# |
A |
B |
C |
D |
E |
F |
G |
H |
I |
J |
K |
L |
M |
N |
O |
P |
Q |
R |
S |
T |
U |
V |
W |
X |
Y |
Z |
?
 
Ha |
Hd |
He |
Hi |
Hj |
Hk |
Hl |
Hm |
Hn |
Ho |
Hr |
Hs |
Ht |
Hu |
Hv |
Hw |
Hy
Die Liste der Biografien führt alle Personen auf, die in der deutschsprachigen Wikipedia einen Artikel haben. Dieses ist eine Teilliste mit 63 Einträgen von Personen, deren Namen mit den Buchstaben „Hs“ beginnt.

## Hs

### Hsa
- Hsane Hgyi, John (1953–2021), myanmarischer Geistlicher, römisch-katholischer Bischof von Pathein

### Hsc
- Hščanovičs, Raivis (* 1987), lettischer Fußballspieler

### Hsi
- Hsia, Adrian (1938–2010), chinesischer Literaturwissenschaftler, Germanist und Anglist
- Hsia, C. T. (1921–2013), chinesischer Übersetzer, Literaturkritiker, Autor und Hochschullehrer
- Hsia, Ronnie Po-Chia (* 1955), US-amerikanischer Historiker und Hochschullehrer
- Hsia, Shu Ting (1903–1980), chinesisch-amerikanische Mathematikerin
- Hsiang, Chun-hsien (* 1993), taiwanischer Hochspringer
- Hsiang, Wu-Chung (* 1935), chinesisch-US-amerikanischer Mathematiker
- Hsiang, Wu-Yi (* 1937), chinesisch-US-amerikanischer Mathematiker
- Hsiao, Bi-khim (* 1971), taiwanische Politikerin und DiplomatinHsiao Bi-khim (* 1971)

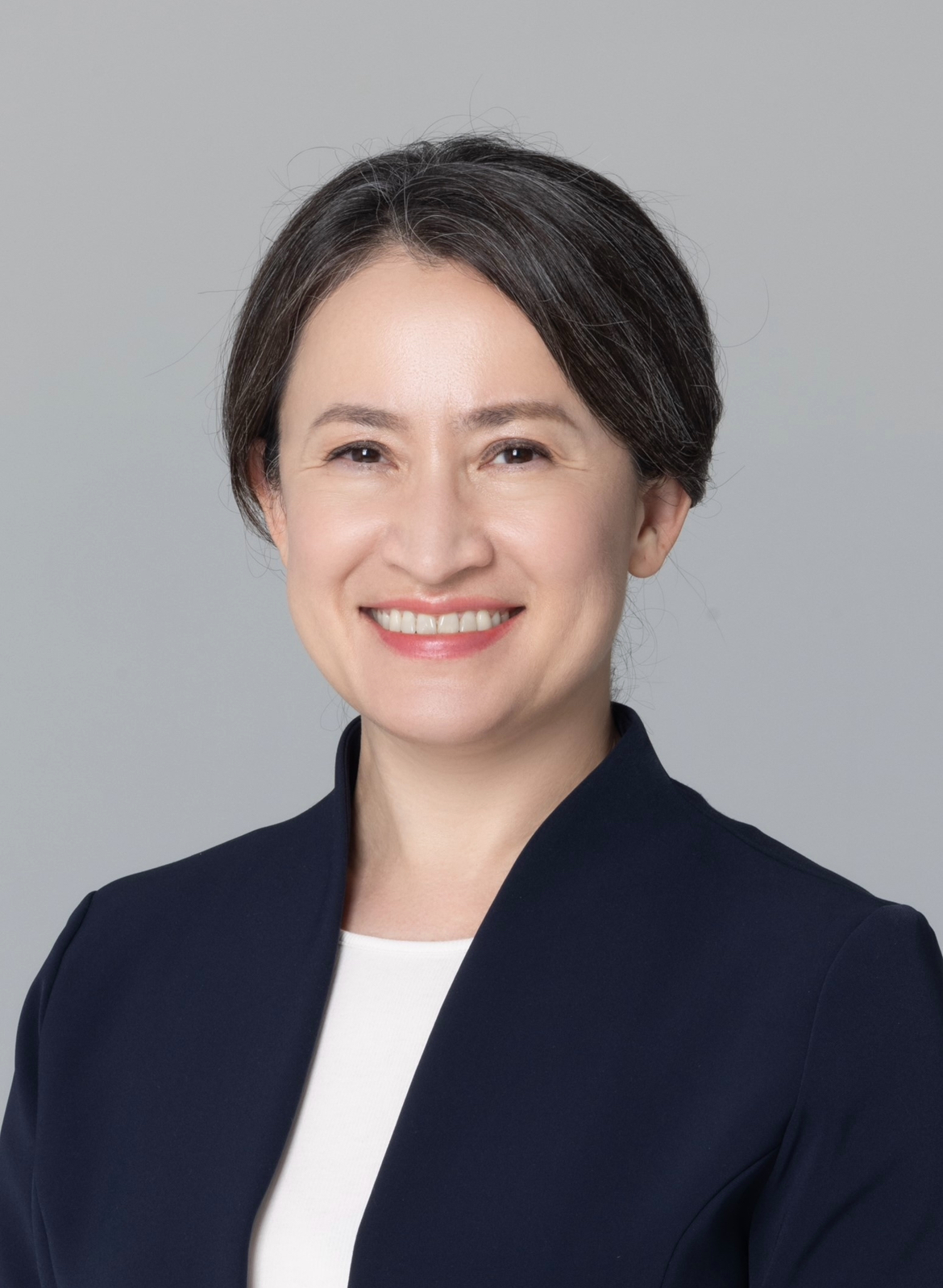
Hsiao Bi-khim (* 1971)

- Hsiao, Elva (* 1979), taiwanische Mandopop-Sängerin
- Hsiao, Mei-yu (* 1985), taiwanische Radsportlerin
- Hsiao, Po-yu (* 2002), taiwanischer Eishockeytorwart
- Hsiao, Po-yuan (* 1993), taiwanischer Eishockeyspieler
- Hsiao, Po-yun (* 1995), taiwanischer Eishockeyspieler
- Hsieh Chia-han (* 1988), taiwanischer Stabhochspringer
- Hsieh, Chang-ting (* 1946), taiwanischer Politiker, Premierminister Taiwans
- Hsieh, Cheng-peng (* 1991), taiwanischer Tennisspieler
- Hsieh, Hsi-en (* 1994), taiwanische Hürdenläuferin
- Hsieh, Pei-chen (* 1988), taiwanische Badmintonspielerin
- Hsieh, Su-wei (* 1986), taiwanische TennisspielerinHsieh Su-wei (* 1986)

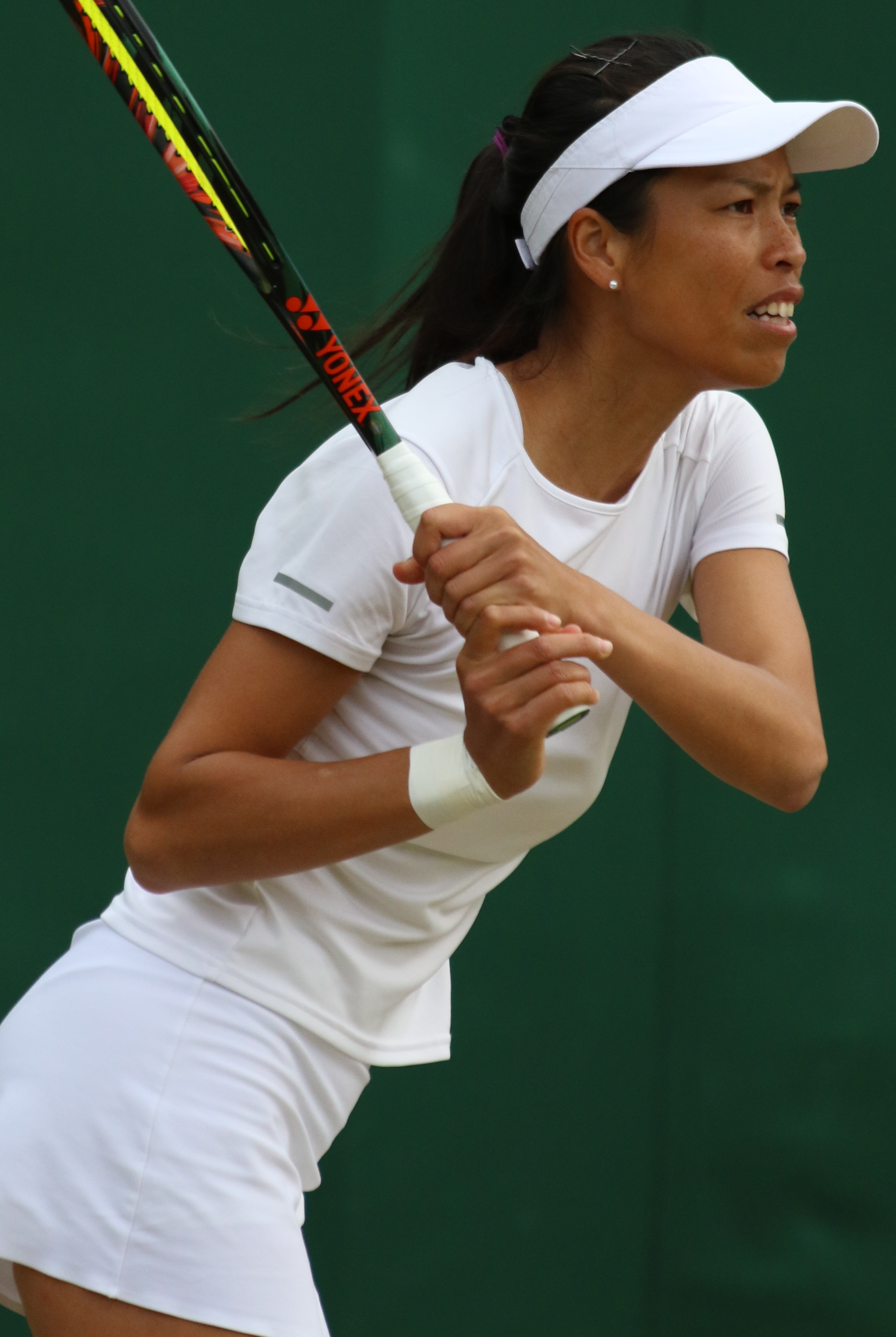
Hsieh Su-wei (* 1986)

- Hsieh, Tehching (* 1950), taiwanischer Performancekünstler
- Hsieh, Tony (1973–2020), US-amerikanischer Internetunternehmer und Risikokapital-Investor
- Hsieh, Tung-min (1908–2001), chinesischer Gouverneur der Provinz Taiwan
- Hsieh, Yu-chieh (* 1993), taiwanische Tennisspielerin
- Hsieh, Yu-hsing (* 1983), taiwanischer Badmintonspieler
- Hsieh-Wilson, Linda (* 1968), US-amerikanische Chemikerin
- Hsinbyushin (1736–1776), birmanischer König
- Hsing, Ariel (* 1995), US-amerikanische Tischtennisspielerin
- Hsiung, Chuan-Chih (1915–2009), chinesisch-US-amerikanischer Mathematiker

### Hsu
- Hsu Chih, Teresa (1898–2011), singapurische Sozialarbeiterin
- Hsu Jui-an (* 1996), taiwanischer Poolbillardspieler
- Hsu Kai-lun, taiwanischer Poolbillardspieler
- Hsu Shao-chang (1913–1999), taiwanischer Diplomat
- Hsu, Angel (* 1983), US-amerikanische Klimawissenschaftlerin
- Hsu, Apo Ching-Hsin (* 1956), taiwanische Dirigentin
- Hsu, Chen-Ping Francis Xavier (1920–1973), chinesischer Geistlicher
- Hsu, Chia-cheng (* 1969), taiwanische Fußballspielerin
- Hsu, Chieh-yu (* 1992), taiwanische Tennisspielerin
- Hsu, Ching-chung (1907–1996), taiwanischer Politiker
- Hsu, Ching-wen (* 1996), taiwanische Tennisspielerin
- Hsu, Evonne (* 1976), US-amerikanische Sängerin
- Hsu, Feng (* 1950), taiwanische Schauspielerin, Produzentin und Unternehmerin
- Hsu, Feng-hsiung (* 1959), taiwanischer Informatiker und Computerschachpionier
- Hsu, Hsin-liang (* 1941), taiwanischer Dissident und Politiker
- Hsu, Jen-hao (* 1991), taiwanischer Badmintonspieler
- Hsu, Jen-ho (* 1959), taiwanischer Badmintonspieler
- Hsu, Jerry (* 1981), US-amerikanischer Skateboarder
- Hsü, Kenneth Jinghwa (* 1929), chinesischer Geologe
- Hsu, Leonard Ying-fa (1923–2003), taiwanischer Ordensgeistlicher, katholischer Bischof
- Hsu, Li-Kong (* 1943), taiwanischer Filmproduzent, Filmregisseur und Drehbuchautor
- Hsu, Mo (1893–1956), chinesischer Jurist und Richter am Internationalen Gerichtshof
- Hsu, Pao-Lu (1910–1970), chinesischer Mathematiker
- Hsu, Shu-ching (* 1991), taiwanische Gewichtheberin
- Hsu, Stephanie (* 1990), US-amerikanische Schauspielerin
- Hsu, Vivian (* 1975), taiwanische Sängerin, Schauspielerin, FotomodellVivian Hsu (* 1975)

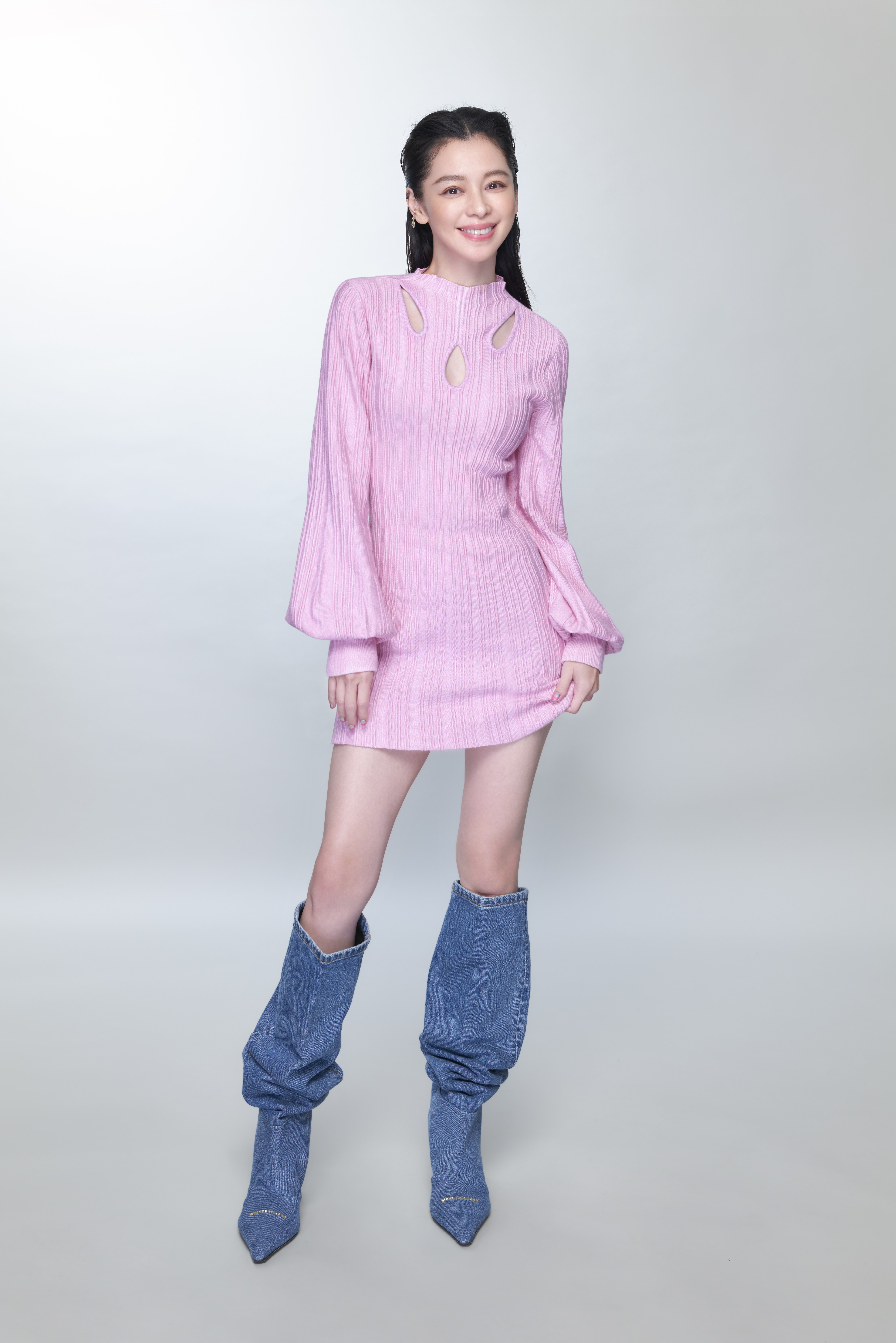
Vivian Hsu (* 1975)

- Hsu, Wei-lun (1978–2007), taiwanische Schauspielerin und Model
- Hsu, Wen-hsin (* 1988), taiwanische Tennisspielerin
- Hsu, Ya-ching (* 1991), taiwanische Badmintonspielerin
- Hsu, Yu-hsiou (* 1999), taiwanischer Tennisspieler
- Hsu, Yun († 1959), buddhistischer Lehrer, Zen-Meister
- Hsuan, Hua (1918–1995), buddhistischer Lehrer, Zen-Meister
- Hsueh, Hsuan-yi (* 1985), taiwanischer Badmintonspieler